# Leonid Gaidai
Leonid Íovitx Gaidai (en rus: Леони́д И́ович Гайда́й) (Svobodni, 30 de gener de 1923 – Moscou, 19 de novembre de 1993) fou un director de cinema, actor i guionista soviètic. Artista del Poble de l'URSS (1989). Guanyador del Premi Estatal de la RSFSR Els germans Vassíliev (1970).

## Biografia
Leonid Gaidai va néixer el 30 de gener de 1923 a la ciutat de Svobodni (actualment en l'óblast de l'Amur, Rússia). El mateix any, la seva família es va traslladar a Txità i després a Irkutsk, on va viure a l'assentament ferroviari Glazkov.
Entre el 1941 i el 1943 va participar en la Segona Guerra Mundial. El 20 març de 1943 va ser greument ferit al peu dret, després d'haver trepitjat una mina antipersonal. Des de juny de 1943 fins a gener de 1944 va ser tractat a un hospital d'Ivànovo, óblast d'Ivànovo.
El 1947 es va graduar de l'escola de teatre del Teatre Dramàtic Regional d'Irkutsk (actualment el Teatre Dramàtic d'Irkutsk N.P. Okhlópkov), on va treballar com a il·luminador i actor.
Del 1949 al 1955 va estudiar al departament de direcció de l'Institut de la Cinematografia VGIK a Moscou.
Des del 1955 va ser director de l'estudi de cinema Mosfilm.
El 1956 va realitzar la seva primera pel·lícula com a director (juntament amb Valentín Nevzórov), El camí llarg (Долгий путь, Dolgui put), basada en les històries siberianes de Vladímir Korolenko.
El 1958 es va estrenar la pel·lícula satírica El nuvi del més enllà (Жених с того света, Jenikh s togo sveta) que gairebé li va costar la carrera com a director. Després d'haver editat i eliminat totes les escenes que no havien agradat a les autoritats, de la pel·lícula es va quedar una mica més de la meitat. Malgrat el favor del director de Mosfilm, Ivan Píriev, Gaidai va ser pràcticament apartat de la feina de director.
Només el 1960, després de l'estrena de la pel·lícula Ressuscitat tres vegades (Трижды воскресший, Trijdi voskresxi), ideològicament correcta (de la que ell mateix parlaria mai), Gaidai va ser perdonat.
El 1961 Gaidai va continuar amb els curtmetratges El gos Barbós i la cursa insòlita (Пёс Барбос и необычный кросс, Pios Barbós i neobitxni kross) i Els fabricants d'aiguardent casolà (Самогонщики, Samogónsxiki). Aquestes obres van fer famós tant a Gaidai com al llegendari trio El Covard (Трус, Trus), El Totxo (Балбес, Balbés) i L'Experimentat (Бывалый, Bivali).
L'any següent, 1962, Gaidai va adaptar al cine tres novel·les d'O. Henry, com a part de la seva pel·lícula Els homes pràctics (Деловые люди, Delovie liudi).
Després d'un descans de tres anys, el director va fer una sèrie de tres pel·lícules que van tenir un èxit aclaparador. La pel·lícula de comèdia L'operació I i altres aventures de Xúrik (Операция «Ы» и другие приключения Шурика, Operàtsia I i druguie prikliutxénia Xúrika), que consta de tres parts, va ser líder de recaptació el 1965, tant com les dues següents pel·lícules: La captiva del Caucas, o Les noves aventures de Xúrik (Кавказская пленница, или Новые приключения Шурика, Kavkàzskaia plénnitsa, ili Nóvie prikliutxénia Xúrika) (1966) i Bril·liàntovaia rukà (Бриллиантовая рука, literalment: El braç de brillant) (1968).
El 1995, la seva comèdia excèntrica Bril·liàntovaia rukà va ser reconeguda com la millor comèdia nacional dels últims 100 anys, guanyant en una enquesta entre teleespectadors, per la qual cosa Gaidai va ser guardonat pòstumament amb el Premi de la televisió russa RTR Zolotoi bilet ('Entrada d'or').
En la dècada de 1970, Gaidai va adaptar al cine obres clàssiques d'autors russos: Ilià Ilf i Ievgueni Petrov, Mikhaïl Bulgàkov, Mikhaïl Zósxenko i Nikolai Gógol.
Entre el 1981 i el 1988 va rodar materials per a la revista cinematogràfica Fitil ('El ble'). En aquest període, també va realitzar noves pel·lícules, però aquestes no van ser rebudes pels espectadors tan bé com les anteriors.
La seva ultima pel·lícula va ser Bon temps a Deribàssovskaia, o A Brighton Beach plou de nou (На Дерибасовской хорошая погода, или На Брайтон-Бич опять идут дожди, Na Deribàssovskoi khoróixaia pogoda, ili Na Braiton-Bitx opiat idut dojdí), que va aparèixer el 1992.
Els guions per les seves pel·lícules va escriure conjuntament amb Iàkov Kostiukovski, Morís Slobodski, Vladlén Bakhnov, Roman Fúrman, Arkadi Inin i altres. Va ser membre de la Unió de Cinematografistes de l'URSS.
Leonid Gaidai va morir el vespre del 19 de novembre de 1993, a l'edat de 70 anys, en un hospital de Moscou, a conseqüència de l'embòlia pulmonar. Va ser enterrat al cementiri de Kúntsevo de Moscou.

## Brillantor de gènere
Entre 1961 i 1975, Gaidai va dirigir diverses pel·lícules d'èxit, cadascuna de les quals va ser un gran èxit financer i va esdevenir molt popular a la Unió Soviètica. Durant aquests anys, va filmar noves aventures del trio entremaliat a Moonshiners (1961), una adaptació cinematogràfica dels contes d’O. Henry, Strictly Business (1962), Operation Y and Shurik's Other Adventures (1965) i Kidnapping, Caucasian Style (1966). Després de la seva ruptura amb Morgunov, Gaidai va dissoldre el trio, mentre escollia Nikulin per al paper que es convertiria en la comèdia soviètica més popular mai feta, Bril·liàntovaia rukà (1968).

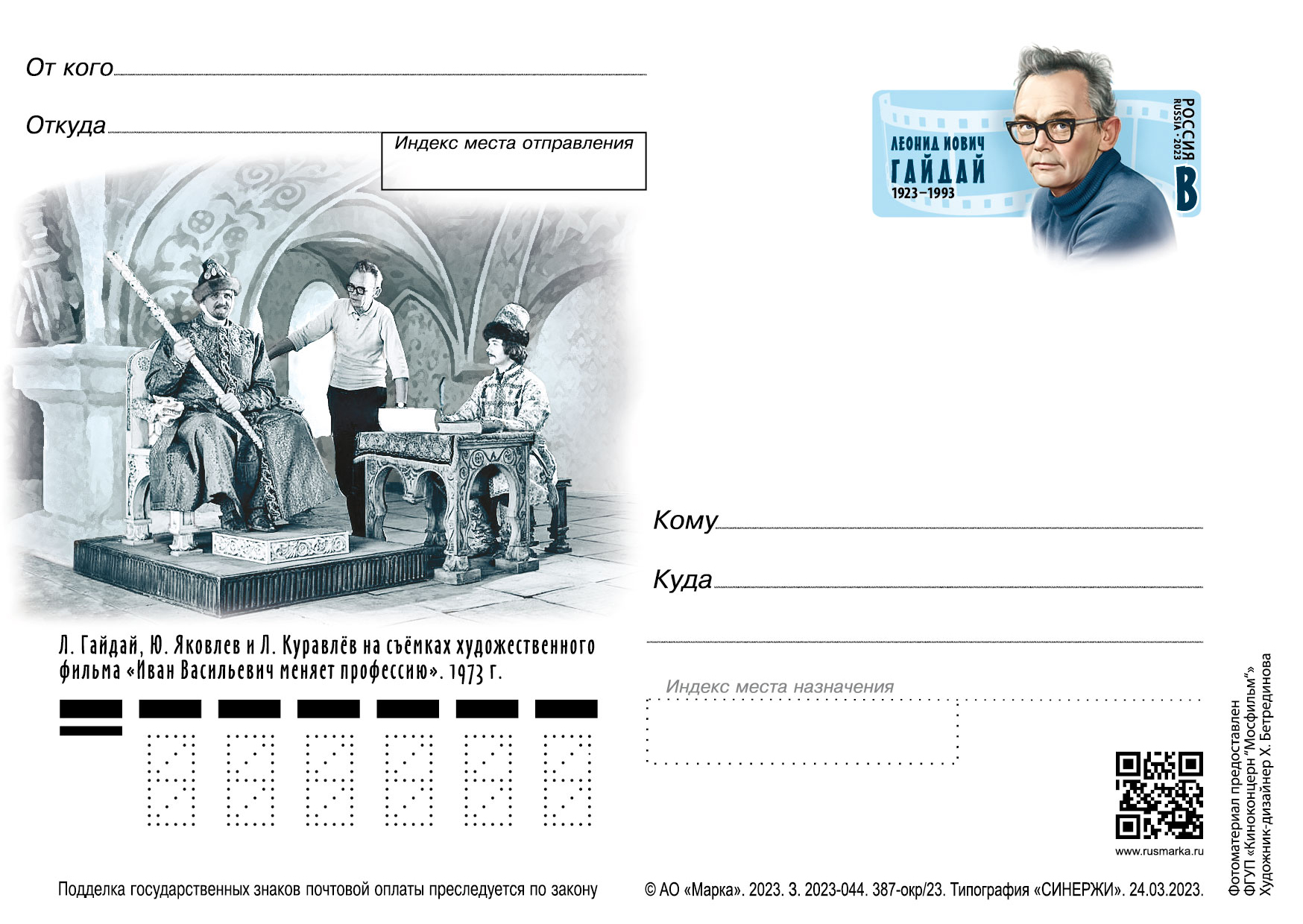
Sobre postal de Rússia del 2023 dedicat a Ivan Vassilievich: Retorn al futur. La imatge esquerra mostra, d'esquerra a dreta: Yakovlev, Gaidai i Kuravlyov. La imatge de la dreta mostra Gaidai.

A la dècada del 1970, Gaidai va treballar principalment amb els còmics del seu mateix grup d'estudi, que incloïa Vitsin, Kuravlyov, Pugovkin, Kràmarov, Seleznyova, Krachkovskaya i la seva dona, Nina Grebeshkova. Tot aquest repartiment va aparèixer a la seva adaptació cinematogràfica dels contes de Mikhaïl Zósxenko, No pot ser! (1975). També va filmar una obra de teatre de Mikhaïl Bulgàkov, Ivan Vassilievich: Retorn al futur (1973), Les dotze cadires d’Ilf i Petrov (1971), Incògnit des de Sant Petersburg (1977) de Nikolai Gógol i Prenent llumins prestats (1980), una història de l'autora finlandesa Maiju Lassila.

## Èxit comercial
La pel·lícula més taquillera de Gaidai Bril·liàntovaia rukà,  va vendre 76,7 milions d'entrades només a la Unió Soviètica, convertint-se en la tercera pel·lícula soviètica més taquillera. A 8 dòlars per entrada (tarifa normal en un cinema americà el 2005), hauria generat uns ingressos comparables als de la campiona de taquilla dels Estats Units, Titanic. En una enquesta de 1995 per RTR, va ser votada com la millor comèdia mai feta. La van seguir de prop les altres pel·lícules de comèdia de Gaidai: Kidnapping, Caucasian Style (quart lloc amb 76,5 milions d'espectadors), Operation Y and Other Shurik's Adventures (setè lloc amb 69,6 milions d'espectadors) i Ivan Vasilievich: Back to the Future (17è lloc amb 60,7 milions d'espectadors).

## Últims anys
Després de 1975, Gaidai va entrar en un període de decadència significativa; la seva única altra obra destacable va ser una pel·lícula conjunta soviètico-finlandesa Borrowing Matchsticks (За спичками, Tulitikkuja lainaamassa), completat el 1980. Després del col·lapse de la Unió Soviètica, només va dirigir una pel·lícula més, aprofitant les activitats empresarials de la primera perestroika i protagonitzada per Dmitri Kharatyan. Gaidai té un cameo a l'última, Hi ha bon temps a Deribasovskaya, on interpreta un vell jugador que intenta vèncer el bandit manc. A la vida real, Gaidai era addicte al joc. Aquestes van resultar ser les més populars de les seves obres filmades després de 1975, però no van tenir l'èxit dels seus treballs anteriors. Gaidai va ser nomenat Artista del Poble de la RSFSR el 1974, Artista del Poble de l'URSS el 1989, i va morir a Moscou el 19 de novembre de 1993. Va ser enterrat al Cementiri de Kúntsevo.
El 30 de gener de 2013, Google va celebrar el seu 90è aniversari amb un Google Doodle.

## Estil
Les comèdies de Gaidai tenen un estil de comèdia molt visual, utilitzant humor slapstick i físic, amb diàlegs que s'han descrit com a concís, aforístic o absurd. Era un mestre de la comèdia trepidant, amb un estil i un ritme una mica similars als d'El món és boig, boig, boig de Stanley Kramer. Tot i que les seves pel·lícules aparentment retraten ideals socialistes, hi ha elements subversius i sàtira. Va continuar patint interferències de la censura i va dir de les seves pel·lícules: "Utilitzarem els mitjans de la sàtira per combatre els defectes que encara de vegades dificulten la vida del poble soviètic".
Gaidai continua sent famós sobretot per la destacada sèrie de comèdies que va dirigir entre 1961 i 1975, quan nou de les deu pel·lícules que va fer es van convertir en clàssics russos, venent entre 20 i 76 milions d'entrades cadascuna, i convertint-se en campions de taquilla durant uns quants anys seguits. És menys conegut fora de l'antiga Unió Soviètica, a causa de la naturalesa específica de les seves comèdies, intrínsecament lligades a la cultura i l'estil de vida soviètics, a diferència dels motius dels personatges del Món boig de Kramer, que són fàcilment comprensibles pel públic rus, que viu en el món altament materialista de la tardana Unió Soviètica. El reconeixement internacional de Gaidai va incloure una nominació al millor curtmetratge al Festival de Cinema de Cannes de 1961 per Dog Barbos i Unusual Cross. i el Gran Premi Wawel Silver Dragon al Festival de Cinema de Cracòvia (Polònia) el 1965 pel segment "Déjà vu" de la pel·lícula Operation Y and Shurik's Other Adventures.

## Filmografia
| 1955      | Liana                                                       | Ляна                                                                 |    |    | Actor (Alioixa), director assistent                            |
| 1956      | El camí llarg                                               | Долгий путь                                                          | Sí |    |                                                                |
| 1958      | El vent                                                     | Ветер                                                                |    |    | Actor (Naümenko)                                               |
| 1958      | El nuvi del més enllà                                       | Жених с того света                                                   | Sí |    |                                                                |
| 1960      | Ressuscitat tres vegades                                    | Трижды воскресший                                                    | Sí |    | Cameo (inventor)                                               |
| 1960      | Durant el camí                                              | В пути                                                               |    |    | Actor (Tólia)                                                  |
| 1961      | El gos Barbós i la cursa insòlita                           | Пёс Барбос и необычный кросс                                         | Sí | Sí |                                                                |
| 1961      | Els fabricants d'aiguardent casolà                          | Самогонщики                                                          | Sí | Sí |                                                                |
| 1962      | Els homes pràctics                                          | Деловые люди                                                         | Sí | Sí |                                                                |
| 1965      | L'operació I i altres aventures de Xúrik                    | Операция «Ы» и другие приключения Шурика                             | Sí | Sí |                                                                |
| 1966      | La captiva del Caucas, o Les noves aventures de Xúrik       | Кавказская пленница, или Новые приключения Шурика                    | Sí | Sí |                                                                |
| 1969      | El braç de brillant                                         | Бриллиантовая рука                                                   | Sí | Sí | Cameo (borratxo)                                               |
| 1971      | Les dotze cadires                                           | 12 стульев                                                           | Sí | Sí | Actor (Varfolomei Korobéinikov)                                |
| 1973      | Ivan Vassílievitx canvia de professió                       | Иван Васильевич меняет профессию                                     | Sí | Sí |                                                                |
| 1975      | No pot ser!                                                 | Не может быть!                                                       | Sí | Sí |                                                                |
| 1977      | Un incògnit de Petersburg                                   | Инкогнито из Петербурга                                              | Sí | Sí |                                                                |
| 1977      | El risc és una cosa noble                                   | Риск — благородное дело                                              |    |    | Cameo (director de la pel·lícula)                              |
| 1978      | Portaven una calaixera pels carrers                         | По улицам комод водили                                               |    |    | Director creatiu                                               |
| 1980      | Buscant els llumins                                         | За спичками                                                          | Sí | Sí | Coproducció d'URSS i Finlàndia                                 |
| 1981-1988 | El ble                                                      | Фитиль                                                               | Sí |    | Un total de 14 curtmetratges                                   |
| 1982      | Sportlotó-82                                                | Спортлото-82                                                         | Sí | Sí |                                                                |
| 1985      | Perillós per la vida!                                       | Опасно для жизни!                                                    | Sí | Sí |                                                                |
| 1989      | Un detectiu privat, o L'operació Cooperació                 | Частный детектив, или Операция «Кооперация»                          | Sí | Sí |                                                                |
| 1992      | Bon temps a Deribàssovskaia, o A Brighton Beach plou de nou | На Дерибасовской хорошая погода, или На Брайтон-Бич опять идут дожди | Sí | Sí | Cameo (jugador boig en un casino); coproducció de Rússia i EUA |